# Thairopora lunti
Thairopora lunti is een mosdiertjessoort uit de familie van de Thalamoporellidae. De wetenschappelijke naam van de soort is voor het eerst geldig gepubliceerd in 1991 door Soule, Soule & Chaney.